# محوطه نولی بولاغ سفلی
محوطه نولی بولاغ سفلی مربوط به تا اوایل دوران‌های تاریخی پس از اسلام است و در شهرستان طوالش، بخش مرکزی، روستای نولی بولاغ واقع شده و این اثر در تاریخ ۱۶ شهریور ۱۳۸۳ با شمارهٔ ثبت ۱۱۱۲۶ به‌عنوان یکی از آثار ملی ایران به ثبت رسیده است.